# Thống kê Durbin–Watson
Trong thống kê học, trị số thống kê Durbin–Watson là một thống kê kiểm định được sử dụng để kiểm tra xem có hiện tương tự tương quan (autocorrelation) hay không trong phần dư (residuals) của một phép phân tích hồi quy (estimation). Nó được đặt tên theo James Durbin và Geoffrey Watson. Tuy nhiên, phân phối mẫu nhỏ của tỷ lệ này được đã được đề cập trong một bài nghiên cứu của John von Neumann (von Neumann, 1941). Durbin và Watson (1950, 1951) áp dụng trị số thống kê này vào phần dư của hồi quy bình phương tối thiểu (OLS), và phát triển các kiểm định cận trên dưới, trong đó giả thuyết không rằng phần dư (residuals) là độc lập chuỗi (tức là không tự tương quan), còn giả thuyết đối là chúng tuân theo quá trình tự hồi quy bậc nhất (AR(1)). Sau này, John Denis Sargan và Alok Bhargava đã phát triển vài trị số kiểm đinh thống kê kiểu von Neumann–Durbin–Watson, trong đó giả thuyết không rằng sai số của một mô hình hồi quy là một chuỗi có nghiệm đơn vị, còn giả thuyết đối là sai số theo quá trình tự tương quan bậc một (Sargan and Bhargava, 1983).

## Tính chất và diễn giải thống kê Durbin–Watson
Nếu et là residual gắn với quan sát tại thời điểm t, thì thống kê kiểm định là
{\displaystyle d={\sum _{t=2}^{T}(e_{t}-e_{t-1})^{2} \over {\sum _{t=1}^{T}e_{t}^{2}}},}
trong đó T là số quan sát. Vì d xấp xỉ 2(1 − r), trong đó r là độ tự tương quan mẫu của residuals, d = 2 cho thấy không có autocorrelation.